# Triticum timococcum
Triticum timococcum là một loài thực vật có hoa trong họ Hòa thảo. Loài này được Kostov miêu tả khoa học đầu tiên năm 1936.